# Елију Кац
Елију Кац (изговор: Елију Кац; енгл. Elihu Katz, 31. мај 1926 – 31. децембар 2021) био је америчко-израелски социолог и један од најутицајнијих теоретичара комуникација у 20. веку. Најпознатији је по развоју теорије двостепеног тока комуникације, као и по пионирском раду на увођењу телевизије у Израел. Његов допринос обухвата и развој теорије употребе и задовољства, као и концепцију тзв. медијских догађаја.

## Биографија
Елију Кац је рођен 31. маја 1926. године у Бруклину, Њујорк, у јеврејској породици источноевропског порекла. Студирао је социологију на Универзитету Колумбија, где је стекао диплому (B.A. 1948), мастер диплому (M.A. 1950) и докторат (Ph.D. 1956). Током студија постаје сарадник чувеног социолога Пола Лазарсфелда, са којим је 1955. године објавио књигу Personal Influence, једно од темељних дела у области истраживања медија.
Након академске каријере у Сједињеним Америчким Државама, Кац се 1963. преселио у Израел, где је постао професор социологије и комуникологије на Хебрејском универзитету у Јерусалиму. Касније је предавао и на Универзитету Пенсилванија у Сједињеним Државама, где је остао активан као професор емеритус.

## Научни допринос
Кац је, заједно са Полом Лазарсфелдом, развио теорију двофазног тока комуникације, према којој масовни медији не утичу директно на ширу публику, већ посредно, преко „лидера мишљења“ – појединаца који интерпретирају поруке и преносе их даље.
Заједно са Џејом Блумером развио је теорију употребе и задовољства (uses and gratifications), која наглашава активну улогу публике у конзумирању медијских садржаја у складу са личним потребама и интересовањима.
Кац је такође, заједно са Данијелом Дајаном, аутор концепта медијских догађаја (media events), који се односи на специјалне телевизијске преносе значајних догађаја као што су сахране, крунисања и спортска финала, које публика гледа колективно, са израженим осећајем друштвене кохезије.

## Телевизија у Израелу
Као директор израелске телевизије од 1967. до 1969. године, Елију Кац имао је кључну улогу у развоју и институционализацији националне телевизије у Израелу. Био је један од пионира у успостављању професионалних стандарда и образовању кадрова за рад у медијима.

## Награде и признања
Кац је добитник бројних признања, укључујући:
• Израелску награду за друштвене науке (1989), једно од највиших признања у Израелу
• McLuhan-Teleglobe Canada Award
• Бурда награда за комуникологију
• Почасни докторати са универзитета у Генту, Монтреалу, Хаифи, Паризу, Букурешту, Риму (La Sapienza) и Квебеку
• Године 1999. изабран је за члана Америчке академије уметности и наука

## Смрт
Елију Кац је преминуо 31. децембра 2021. године у Јерусалиму, у 96. години живота. Иза њега су остали супруга Рут, музичарка и универзитетска професорка, двоје деце и више унука.

## Изабрана дела
- Personal Influence (1955), са Полом Лазарсфелдом
- Medical Innovation: A Diffusion Study (1966), са Џејмсом Колменом и Хербертом Мензелом
- The Uses of Mass Communications (1974), са Џејом Блумлером
- The Export of Meaning (1990), са Тамаром Либес
- Media Events: The Live Broadcasting of History (1992), са Данијелом Дајаном